# Hautajärvi (Junosuando socken, Norrbotten, 752217-180368)
Hautajärvi är en sjö i Pajala kommun i Norrbotten och ingår i Torneälvens huvudavrinningsområde. Sjön har en area på 0,754 kvadratkilometer och ligger 289 meter över havet. Sjön avvattnas av vattendraget Kärentöjoki.

## Delavrinningsområde
Hautajärvi ingår i det delavrinningsområde (752202-180490) som SMHI kallar för Utloppet av Hautajärvi. Medelhöjden är 307 meter över havet och ytan är 4,05 kvadratkilometer. Det finns inga avrinningsområden uppströms utan avrinningsområdet är högsta punkten. Kärentöjoki som avvattnar avrinningsområdet har biflödesordning 3, vilket innebär att vattnet flödar genom totalt 3 vattendrag innan det når havet efter 309 kilometer. Avrinningsområdet består mestadels av skog (70 procent). Avrinningsområdet har 0,75 kvadratkilometer vattenytor vilket ger det en sjöprocent på 18,4 procent.